# William Hamilton (2e duc de Hamilton)
Pour les articles homonymes, voir William Hamilton et Hamilton.
William Hamilton, 2e duc de Hamilton (14 décembre 1616 - 12 septembre 1651) est un noble écossais qui soutient les causes royaliste et presbytérienne pendant la guerre des Trois Royaumes. 

## Biographie
Il est né à Hamilton Palace en décembre 1616. Il est le fils cadet de James Hamilton (2e marquis de Hamilton) et Lady Ann Cunningham. Il fait ses études à l'Université de Glasgow et, de là, se rend sur le continent où il passe quelque temps à la cour de Louis XIII. A son retour, âgé de 21 ans, il devient un favori de la cour de Charles Ier à Londres . 
Il est créé comte de Lanark, Lord Machanshyre et Polmont dans la Pairie d'Écosse en 1639 et, en avril 1640, est élu député de Portsmouth à la Chambre des communes d’Angleterre pour le Court Parlement. Il devient secrétaire d'État pour l'Écosse. En 1643, il est arrêté à Oxford sur les ordres du roi Charles Ier avec son frère James Hamilton (1er duc de Hamilton). Il s'échappe et s'est temporairement réconcilié avec le parti presbytérien. 
Après avoir participé à la bataille de Kilsyth du côté des alliés, Hamilton est envoyé par le Parlement d'Écosse pour traiter avec Charles Ier à Newcastle en 1646, lorsqu'il cherche en vain à persuader le roi à consentir à l'établissement du Presbytérianisme en Angleterre. Le 26 septembre 1647, il signe, au nom des Écossais, le traité avec Charles, appelé "Engagement", au château de Carisbrooke, et participe à l'organisation de la Deuxième guerre civile anglaise. 
En 1648, il s’enfuit en Hollande à la cour en exil du prince de Galles à La Haye. L'année suivante, il accède au duché de Hamilton, au marquisat de Hamilton, aux comtés d'Arran et Cambridge et à Lordhips d'Aven et Innerdale à la suite de l'exécution de son frère, faisant de lui le plus haut personnage parmi les exilés royalistes écossais. En 1650, il reçoit l’insigne de l’Ordre de la Jarretière. Il retourne en Écosse avec le roi Charles II en 1650, mais, considérant une réconciliation avec le marquis d'Argyll comme impossible, il refuse de porter préjudice à la cause de Charles en poussant ses revendications. 
Il se retire dans ses terres situées sur l’Île d'Arran jusqu’à l’invasion de l’Angleterre par les Écossais au cours de la troisième guerre civile anglaise, où il est colonel d’un régiment composé principalement de ses fermiers. 
Il meurt des suites des blessures reçues lors de la bataille de Worcester, à la Commanderie, quartier général de Charles II dans cette ville. Une rue voisine, Hamilton Road, porte son nom. 

## Famille

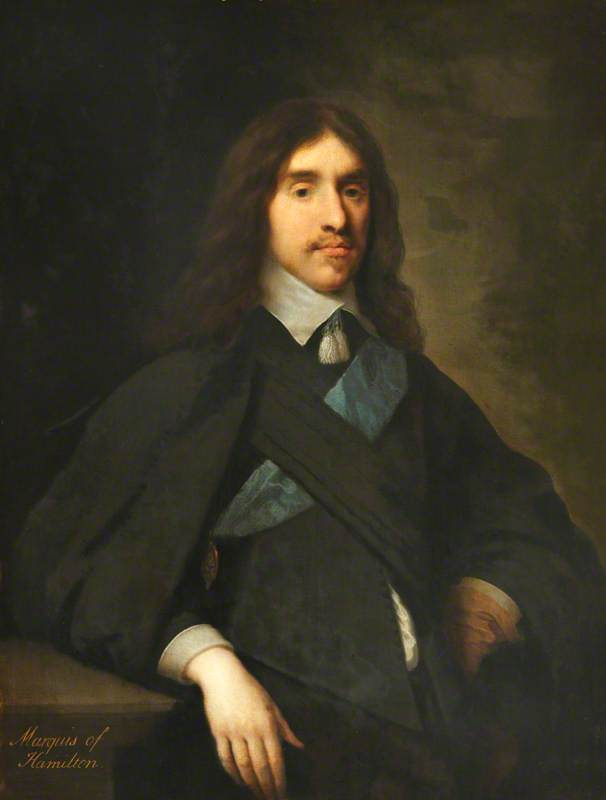
William Hamilton n'a pas eu de fils et, à sa mort, le duché de Hamilton a été transféré à sa nièce

Hamilton épouse Lady Elizabeth Maxwell, fille de James Maxwell, 1er comte de Dirletoun le 26 mai 1638, et a : 
- James Hamilton, Lord Polmont (décédé en bas âge, inhumé à l'Abbaye de Westminster)
- Anne Hamilton, mariée à Robert Carnegie, 3e comte de Southesk
- Elizabeth Hamilton, épouse du 1er Lord Kilmaurs et puis de David Cunningham de Robertland
- Mary Hamilton, mariée à Alexander Livingston, second comte de Callendar, puis à James Livingstone de Westquarter, et enfin à James Ogilvy, troisième comte de Findlater
- Margaret Hamilton, épouse William Blair.
- Diana Hamilton (décédée en bas âge)

Laissant quatre filles mais aucun héritier masculin, le duché de Hamilton est transféré à la nièce survivante de Hamilton, Anne, devenue duchesse de Hamilton. 